# Championnats du monde de patinage artistique 2016
Navigation
Mondiaux 2015 Mondiaux 2017
Les Championnats du monde de patinage artistique 2016 ont lieu du 28 mars au 3 avril 2016 au TD Garden de Boston aux États-Unis. C'est la première fois que Boston accueille les championnats du monde de patinage artistique.

## Qualifications
Les patineurs sont éligibles à l'épreuve s'ils représentent une nation membre de l'Union internationale de patinage (International Skating Union en anglais) et s'ils ont atteint l'âge de 15 ans avant le 1er juillet 2015. Les fédérations nationales sélectionnent leurs patineurs en fonction de leurs propres critères, mais l'Union internationale de patinage exige un score minimum d'éléments techniques (Technical Elements Score en anglais) lors d'une compétition internationale avant les championnats du monde.

### Score minimum d'éléments techniques
L'Union internationale de patinage stipule que les notes minimales doivent être obtenues lors d'une compétition internationale senior reconnue par elle-même au cours de la saison en cours ou précédente. 
| Score minimum d'éléments techniques                                                         | Score minimum d'éléments techniques | Score minimum d'éléments techniques |
| Discipline                                                                                  | Programme court                     | Programme libre                     |
| Messieurs                                                                                   | 34.00                               | 64.00                               |
| Dames                                                                                       | 27.00                               | 47.00                               |
| Couples                                                                                     | 25.00                               | 43.00                               |
| Danse sur glace                                                                             | 29.00                               | 39.00                               |
| ------------------------------------------------------------------------------------------- | ----------------------------------- | ----------------------------------- |
| Les scores des programmes courts et libres peuvent être obtenus à différentes compétitions. |                                     |                                     |

### Nombre d'inscriptions par discipline
Sur la base des résultats des championnats du monde 2015, l'Union internationale de patinage autorise chaque pays à avoir de une à trois inscriptions par discipline.
| Entrées                                                    | Messieurs                                               | Dames                            | Couples                  | Danse sur glace          |
| ---------------------------------------------------------- | ------------------------------------------------------- | -------------------------------- | ------------------------ | ------------------------ |
| 3                                                          | Espagne États-Unis                                      | Russie Japon États-Unis          | Canada Chine Russie      | France États-Unis Canada |
| 2                                                          | Japon Kazakhstan Canada Ouzbékistan Russie France Chine | Chine France Canada Corée du Sud | États-Unis France Italie | Italie Russie            |
| Les pays non listés dans ce tableau ont droit à une entrée |                                                         |                                  |                          |                          |

## Podiums
| Épreuves                            | Or                                      | Argent                          | Bronze                          |
| ----------------------------------- | --------------------------------------- | ------------------------------- | ------------------------------- |
| Messieurs résultats détaillés       | Javier Fernández                        | Yuzuru Hanyū                    | Jin Boyang                      |
| Dames résultats détaillés           | Ievguenia Medvedeva                     | Ashley Wagner                   | Anna Pogorilaya                 |
| Couples résultats détaillés         | Meagan Duhamel / Eric Radford           | Sui Wenjing / Han Cong          | Aljona Savchenko / Bruno Massot |
| Danse sur glace résultats détaillés | Gabriella Papadakis / Guillaume Cizeron | Maia Shibutani / Alex Shibutani | Madison Chock / Evan Bates      |

## Tableau des médailles
| Rang  | Nation     | Or | Argent | Bronze | Total |
| ----- | ---------- | -- | ------ | ------ | ----- |
| 1     | Russie     | 1  | 0      | 1      | 2     |
| 2     | Canada     | 1  | 0      | 0      | 1     |
| 2     | Espagne    | 1  | 0      | 0      | 1     |
| 2     | France     | 1  | 0      | 0      | 1     |
| 5     | États-Unis | 0  | 2      | 1      | 3     |
| 6     | Chine      | 0  | 1      | 1      | 2     |
| 7     | Japon      | 0  | 1      | 0      | 1     |
| 8     | Allemagne  | 0  | 0      | 1      | 1     |
| Total | Total      | 4  | 4      | 4      | 12    |

## Détails des compétitions

### Messieurs

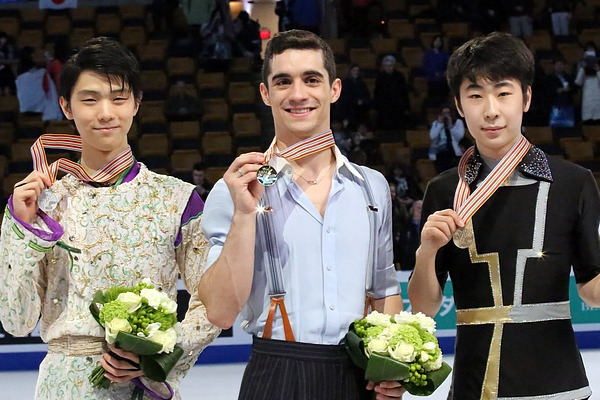
Podium des Messieurs

| 1                                           | Javier Fernández           | Espagne      | 314.93 | 2  | 98.52  | 1  | 216.41 |
| 2                                           | Yuzuru Hanyu               | Japon        | 295.17 | 1  | 110.56 | 2  | 184.61 |
| 3                                           | Jin Boyang                 | Chine        | 270.99 | 5  | 89.86  | 3  | 181.13 |
| 4                                           | Mikhail Kolyada            | Russie       | 267.97 | 6  | 89.66  | 5  | 178.31 |
| 5                                           | Patrick Chan               | Canada       | 266.75 | 3  | 94.84  | 8  | 171.91 |
| 6                                           | Adam Rippon                | États-Unis   | 264.44 | 7  | 85.72  | 4  | 178.72 |
| 7                                           | Shoma Uno                  | Japon        | 264.25 | 4  | 90.74  | 6  | 173.51 |
| 8                                           | Max Aaron                  | États-Unis   | 254.14 | 8  | 81.28  | 7  | 172.86 |
| 9                                           | Michal Březina             | Tchéquie     | 237.99 | 11 | 79.29  | 10 | 158.70 |
| 10                                          | Grant Hochstein            | États-Unis   | 237.29 | 16 | 74.81  | 9  | 162.44 |
| 11                                          | Denis Ten                  | Kazakhstan   | 230.13 | 12 | 78.55  | 12 | 151.58 |
| 12                                          | Ivan Righini               | Italie       | 228.52 | 9  | 81.17  | 13 | 147.35 |
| 13                                          | Alexei Bychenko            | Israël       | 226.07 | 19 | 69.86  | 11 | 156.21 |
| 14                                          | Deniss Vasiļjevs           | Lettonie     | 224.54 | 10 | 81.07  | 16 | 143.47 |
| 15                                          | Misha Ge                   | Ouzbékistan  | 223.53 | 15 | 77.43  | 14 | 146.10 |
| 16                                          | Jorik Hendrickx            | Belgique     | 221.43 | 14 | 77.72  | 15 | 143.71 |
| 17                                          | Brendan Kerry              | Australie    | 210.56 | 17 | 71.04  | 17 | 139.52 |
| 18                                          | Maksim Kovtun              | Russie       | 210.14 | 13 | 78.46  | 21 | 131.68 |
| 19                                          | Michael Christian Martinez | Philippines  | 204.10 | 23 | 66.98  | 18 | 137.12 |
| 20                                          | Chafik Besseghier          | France       | 203.20 | 20 | 69.23  | 20 | 133.97 |
| 21                                          | Julian Yee                 | Malaisie     | 202.94 | 22 | 67.60  | 19 | 135.34 |
| 22                                          | Phillip Harris             | Royaume-Uni  | 190.42 | 21 | 68.53  | 22 | 121.89 |
| 23                                          | Ivan Pavlov                | Ukraine      | 178.89 | 24 | 65.20  | 23 | 113.69 |
| 24                                          | Lee June-hyoung            | Corée du Sud | 174.88 | 18 | 70.05  | 24 | 104.83 |
| Patineurs éliminés après le programme court |                            |              |        |    |        |    |        |
| 25                                          | Javier Raya                | Espagne      |        | 25 | 65.06  | NC | NC     |
| 26                                          | Yan Han                    | Chine        |        | 26 | 62.56  | NC | NC     |
| 27                                          | Nam Nguyen                 | Canada       |        | 27 | 61.61  | NC | NC     |
| 28                                          | Franz Streubel             | Allemagne    |        | 28 | 57.19  | NC | NC     |
| 29                                          | Denis Margalik             | Argentine    |        | 29 | 52.31  | NC | NC     |
| 30                                          | Slavik Hayrapetyan         | Arménie      |        | 30 | 49.36  | NC | NC     |

### Dames

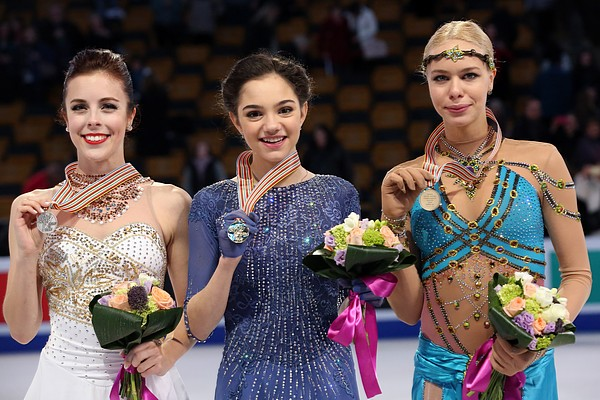
Podium des Dames

| 1                                             | Ievguenia Medvedeva  | Russie         | 223.86 | 3  | 73.76 | 1  | 150.10 |
| 2                                             | Ashley Wagner        | États-Unis     | 215.39 | 4  | 73.16 | 2  | 142.23 |
| 3                                             | Anna Pogorilaya      | Russie         | 213.69 | 2  | 73.98 | 4  | 139.71 |
| 4                                             | Gracie Gold          | États-Unis     | 211.29 | 1  | 76.43 | 6  | 134.86 |
| 5                                             | Satoko Miyahara      | Japon          | 210.61 | 6  | 70.72 | 3  | 139.89 |
| 6                                             | Elena Radionova      | Russie         | 209.81 | 5  | 71.70 | 5  | 138.11 |
| 7                                             | Mao Asada            | Japon          | 200.30 | 9  | 65.87 | 7  | 134.43 |
| 8                                             | Rika Hongo           | Japon          | 199.15 | 7  | 69.89 | 8  | 129.26 |
| 9                                             | Gabrielle Daleman    | Canada         | 195.68 | 8  | 67.38 | 9  | 128.30 |
| 10                                            | Mirai Nagasu         | États-Unis     | 186.65 | 10 | 65.74 | 11 | 120.91 |
| 11                                            | Li Zijun             | Chine          | 184.52 | 11 | 65.39 | 12 | 119.13 |
| 12                                            | Elizabet Tursynbaeva | Kazakhstan     | 183.62 | 12 | 61.63 | 10 | 121.99 |
| 13                                            | Nicole Rajičová      | Slovaquie      | 173.05 | 15 | 56.56 | 13 | 116.49 |
| 14                                            | Choi Da-bin          | Corée du Sud   | 159.92 | 16 | 56.02 | 15 | 103.90 |
| 15                                            | Angelīna Kučvaļska   | Lettonie       | 158.99 | 18 | 54.78 | 14 | 104.21 |
| 16                                            | Roberta Rodeghiero   | Italie         | 158.41 | 13 | 57.90 | 19 | 100.51 |
| 17                                            | Alaine Chartrand     | Canada         | 157.82 | 17 | 55.67 | 17 | 102.15 |
| 18                                            | Park So-youn         | Corée du Sud   | 154.24 | 22 | 52.27 | 18 | 101.97 |
| 19                                            | Anna Khnychenkova    | Ukraine        | 154.02 | 19 | 53.86 | 20 | 100.16 |
| 20                                            | Viveca Lindfors      | Finlande       | 152.93 | 23 | 50.18 | 16 | 102.75 |
| 21                                            | Amy Lin              | Taipei chinois | 146.55 | 14 | 57.50 | 22 | 89.05  |
| 22                                            | Niki Wories          | Pays-Bas       | 140.87 | 18 | 49.86 | 21 | 91.01  |
| 23                                            | Zhao Ziquan          | Chine          | 139.67 | 21 | 52.80 | 23 | 86.87  |
| 24                                            | Anastasia Galustyan  | Arménie        | 136.07 | 20 | 53.24 | 24 | 82.83  |
| Patineuses éliminées après le programme court |                      |                |        |    |       |    |        |
| 25                                            | Maé-Bérénice Méité   | France         |        | 25 | 49.50 | NC | NC     |
| 26                                            | Anne Line Gjersem    | Norvège        |        | 26 | 49.39 | NC | NC     |
| 27                                            | Kailani Craine       | Australie      |        | 27 | 48.86 | NC | NC     |
| 28                                            | Ivett Tóth           | Hongrie        |        | 28 | 47.92 | NC | NC     |
| 29                                            | Eliška Březinová     | Tchéquie       |        | 29 | 47.75 | NC | NC     |
| 30                                            | Joshi Helgesson      | Suède          |        | 30 | 47.67 | NC | NC     |
| 31                                            | Laurine Lecavelier   | France         |        | 31 | 46.92 | NC | NC     |
| 32                                            | Kerstin Frank        | Autriche       |        | 32 | 46.77 | NC | NC     |
| 33                                            | Aleksandra Golovkina | Lituanie       |        | 33 | 44.58 | NC | NC     |
| 34                                            | Yasmine Yamada       | Suisse         |        | 34 | 43.65 | NC | NC     |
| 35                                            | Nathalie Weinzierl   | Allemagne      |        | 35 | 43.25 | NC | NC     |
| 36                                            | Kristen Spours       | Royaume-Uni    |        | 36 | 42.64 | NC | NC     |
| 37                                            | Sonia Lafuente       | Espagne        |        | 37 | 39.99 | NC | NC     |
| 38                                            | Daša Grm             | Slovénie       |        | 38 | 37.95 | NC | NC     |

### Couples

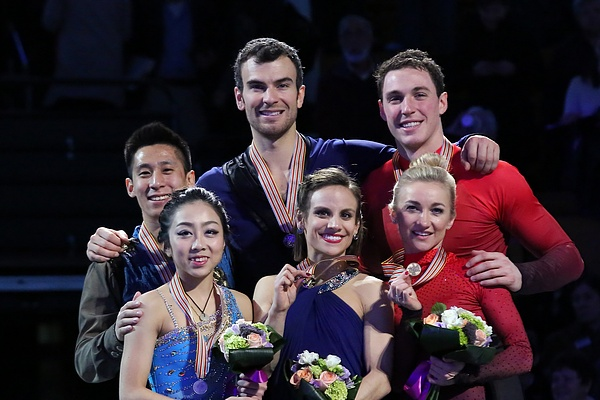
Podium des couples artistiques

| 1                                         | Meagan Duhamel / Eric Radford           | Canada      | 231.99 | 2  | 78.18 | 1  | 153.81 |
| 2                                         | Sui Wenjing / Han Cong                  | Chine       | 224.47 | 1  | 80.85 | 2  | 143.62 |
| 3                                         | Aljona Savchenko / Bruno Massot         | Allemagne   | 216.17 | 4  | 74.22 | 3  | 141.95 |
| 4                                         | Ksenia Stolbova / Fedor Klimov          | Russie      | 214.48 | 5  | 73.98 | 4  | 140.50 |
| 5                                         | Evgenia Tarasova / Vladimir Morozov     | Russie      | 206.27 | 6  | 72.00 | 5  | 134.27 |
| 6                                         | Tatiana Volosozhar / Maksim Trankov     | Russie      | 205.81 | 3  | 77.13 | 7  | 128.68 |
| 7                                         | Lubov Ilyushechkina / Dylan Moscovitch  | Canada      | 199.52 | 8  | 68.17 | 6  | 131.35 |
| 8                                         | Kirsten Moore-Towers / Michael Marinaro | Canada      | 190.90 | 10 | 66.06 | 8  | 124.84 |
| 9                                         | Alexa Scimeca / Chris Knierim           | États-Unis  | 190.06 | 7  | 71.37 | 12 | 118.69 |
| 10                                        | Vanessa James / Morgan Ciprès           | France      | 185.83 | 9  | 66.69 | 10 | 119.14 |
| 11                                        | Nicole Della Monica / Matteo Guarise    | Italie      | 183.81 | 11 | 65.32 | 13 | 118.49 |
| 12                                        | Peng Cheng / Zhang Hao                  | Chine       | 182.46 | 12 | 60.01 | 9  | 122.45 |
| 13                                        | Tarah Kayne / Daniel O'Shea             | États-Unis  | 178.23 | 14 | 59.27 | 11 | 118.96 |
| 14                                        | Valentina Marchei / Ondřej Hotárek      | Italie      | 170.73 | 13 | 59.76 | 15 | 110.97 |
| 15                                        | Xuehan Wang / Wang Lei                  | Chine       | 168.64 | 15 | 57.32 | 14 | 111.33 |
| 16                                        | Lola Esbrat / Andrei Novoselov          | France      | 137.24 | 16 | 52.78 | 18 | 84.46  |
| Couples éliminés après le programme court |                                         |             |        |    |       |    |        |
| 17                                        | Goda Butkute / Nikita Ermolaev          | Lituanie    |        | 17 | 51.65 | NC | NC     |
| 18                                        | Ioulia Chtchetinina / Noah Scherer      | Suisse      |        | 18 | 49.32 | NC | NC     |
| 19                                        | Adel Tankova / Evgeni Krasnopolski      | Israël      |        | 19 | 46.81 | NC | NC     |
| 20                                        | Tatiana Danilova / Mikalai Kamianchuk   | Biélorussie |        | 20 | 45.56 | NC | NC     |
| 21                                        | Miriam Ziegler / Severin Kiefer         | Autriche    |        | 21 | 45.31 | NC | NC     |
| 22                                        | Sumire Suto / Francis Boudreau Audet    | Japon       |        | 22 | 38.50 | NC | NC     |

### Danse sur glace

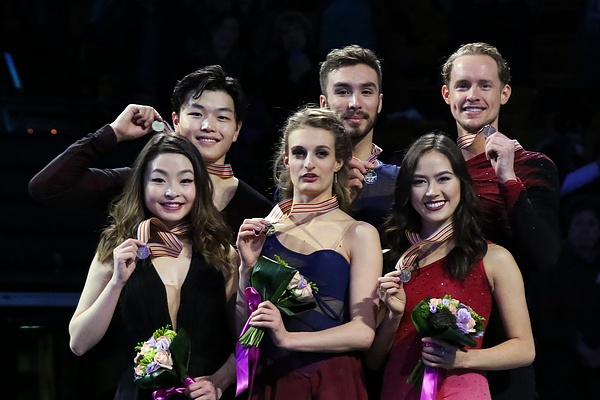
Podium de la danse sur glace

| 1                                               | Gabriella Papadakis / Guillaume Cizeron       | France       | 194.46 | 1  | 76.29 | 1  | 118.17 |
| 2                                               | Maia Shibutani / Alex Shibutani               | États-Unis   | 188.43 | 2  | 74.70 | 2  | 113.73 |
| 3                                               | Madison Chock / Evan Bates                    | États-Unis   | 185.77 | 3  | 72.46 | 3  | 113.31 |
| 4                                               | Anna Cappellini / Luca Lanotte                | Italie       | 182.72 | 6  | 70.65 | 4  | 112.07 |
| 5                                               | Kaitlyn Weaver / Andrew Poje                  | Canada       | 182.01 | 4  | 71.83 | 5  | 110.18 |
| 6                                               | Madison Hubbell / Zachary Donohue             | États-Unis   | 176.81 | 7  | 68.44 | 6  | 108.37 |
| 7                                               | Penny Coomes / Nicholas Buckland              | Royaume-Uni  | 173.17 | 8  | 68.23 | 7  | 104.94 |
| 8                                               | Piper Gilles / Paul Poirier                   | Canada       | 173.07 | 5  | 70.70 | 8  | 102.37 |
| 9                                               | Victoria Sinitsina / Nikita Katsalapov        | Russie       | 168.97 | 9  | 67.68 | 10 | 101.29 |
| 10                                              | Charlène Guignard / Marco Fabbri              | Italie       | 167.91 | 10 | 65.96 | 9  | 101.95 |
| 11                                              | Aleksandra Stepanova / Ivan Bukin             | Russie       | 163.30 | 11 | 63.84 | 11 | 99.46  |
| 12                                              | Isabella Tobias / Ilia Tkachenko              | Israël       | 154.41 | 13 | 60.97 | 12 | 93.44  |
| 13                                              | Laurence Fournier Beaudry / Nikolaj Sørensen  | Danemark     | 151.66 | 15 | 59.75 | 13 | 91.91  |
| 14                                              | Federica Testa / Lukáš Csölley                | Slovaquie    | 148.83 | 12 | 61.75 | 15 | 87.08  |
| 15                                              | Kana Muramoto / Chris Reed                    | Japon        | 147.90 | 16 | 59.00 | 14 | 88.90  |
| 16                                              | Natalia Kaliszek / Maksim Spodirev            | Pologne      | 146.42 | 14 | 59.88 | 16 | 86.54  |
| 17                                              | Kavita Lorenz / Panagiotis Polizoakis         | Allemagne    | 138.66 | 18 | 54.80 | 17 | 83.86  |
| 18                                              | Cecilia Törn / Jussiville Partanen            | Finlande     | 132.85 | 17 | 56.51 | 19 | 76.34  |
| 19                                              | Oleksandra Nazarova / Maksym Nikitin          | Ukraine      | 131.39 | 20 | 53.64 | 18 | 77.75  |
| 20                                              | Barbora Silná / Juri Kurakin                  | Autriche     | 130.88 | 19 | 54.63 | 20 | 76.25  |
| Couples de danse éliminés après la danse courte |                                               |              |        |    |       |    |        |
| 21                                              | Alisa Agafonova / Alper Uçar                  | Turquie      |        | 21 | 53.56 | NC | NC     |
| 22                                              | Wang Shiyue / Liu Xinyu                       | Chine        |        | 22 | 52.92 | NC | NC     |
| 23                                              | Elisabeth Paradis / François-Xavier Ouellette | Canada       |        | 23 | 51.94 | NC | NC     |
| 24                                              | Cortney Mansour / Michal Češka                | Tchéquie     |        | 24 | 51.68 | NC | NC     |
| 25                                              | Rebeka Kim / Kirill Minov                     | Corée du Sud |        | 25 | 49.79 | NC | NC     |
| 26                                              | Celia Robledo / Luis Fenero                   | Espagne      |        | 26 | 49.58 | NC | NC     |
| 27                                              | Tina Garabedian / Simon Proulx-Sénécal        | Arménie      |        | 27 | 47.11 | NC | NC     |
| 28                                              | Viktoria Kavaliova / Yurii Bieliaiev          | Biélorussie  |        | 28 | 40.82 | NC | NC     |
| 29                                              | Olga Jakushina / Andrey Nevskiy               | Lettonie     |        | 29 | 40.80 | NC | NC     |
| 30                                              | Anastasia Khromova / Daryn Zhunussov          | Kazakhstan   |        | 30 | 40.69 | NC | NC     |